# Agrostis stolonifera
Agrostis stolonifera L., 1753 è una pianta appartenente alla famiglia delle Poacee.

## Descrizione
Gli steli prostrati di questa specie crescono fino a circa 40 cm-1 metro di lunghezza con foglie lunghe 2-10 centimetri. Le foglie sono affusolate, spesso di colore grigio-azzurro. Fiorisce a luglio e agosto.

## Distribuzione e habitat
È originaria dell'Eurasia e del Nord Africa (Algeria, Marocco e Tunisia). 
Cresce in una ampia varietà di habitat differenti tra cui boschi, praterie, in zone umide e zone ripariali.